# گاه‌نگاری سبک‌های معماری
این گاه‌نگاری نماینگر سال‌های شروع و پایان سبک‌های معماری است.

## از ۱۷۵۰ میلادی تا حال
- سبک‌های معماری از ۲۵۰ سال پیش تا کنون

## از ۱۰۰۰ میلادی تا حال
- ۱۰۰۰ years - The last ۲۵۰ years (indicated by the fine grid) is expanded in the timeline above

## ۶۰۰۰ سال قبل از میلاد تا حال
- ۸۰۰۰ years - The last ۱۰۰۰ years (fine grid) is expanded in the timeline above